# Tangzhong
Tangzhong (Chinees: 湯種; Pinyin: tāngzhǒng, Nederlandse uitspraak "tangdsong") is een door verwarming gegelatineerd mengsel van tarwemeel of roggemeel met melk of water dat gebruikt wordt om de structuur en andere eigenschappen van brood of andere broodachtige bakwaren te veranderen. Het is vergelijkbaar met soezendeeg. 

## Geschiedenis

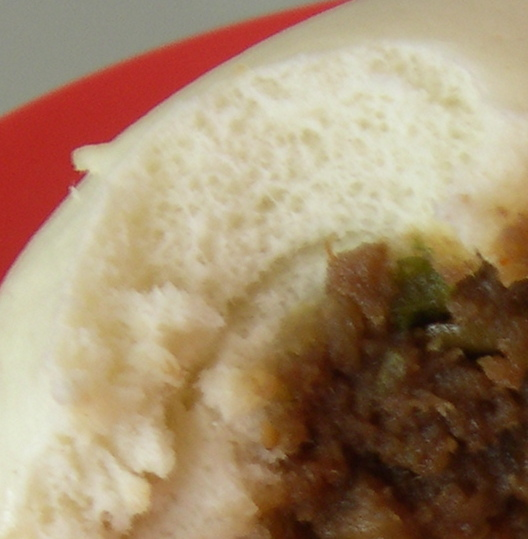
Detail van de broodstructuur van een bapao

De in het gehele Verre Oosten verbreide stoombroodjes, waarvan de "bapao" in het Nederlands het bekendste is, vereisen een uiterst luchtige broodstructuur. Om deze te bereiken, wordt traditioneel in het bakproces een deel van het meel als tangzhong verwerkt.
Toen Japan voor de haven van Nagasaki de Nederlanders een handelspost ter beschikking stelde, ontstond een soort wittebrood, dat shokupan genoemd werd ("pan" is het Spaanse woord voor brood). Na de opname van de handel met de Amerikanen in 1853, ontstonden in Japan westerse bakkerijen. Na de Tweede Wereldoorlog nam de vraag naar brood daar sterk toe door de grootscheepse stationering van Amerikaanse soldaten in Japan en een schaarste aan rijst. Onder toepassing van de baktechniek van de genoemde stoombroodjes ontwikkelden de Japanners een brood dat uiteindelijk als "melkbrood van Hokkaido" bekend werd en industrieel geproduceerd werd.
In het begin van de jaren 2000 kreeg de baktechniek onder de Chinese naam grotere bekendheid door een kookboek van de Taiwanese Yvonne Chen: 65°C 湯種麵包 ("de brooddokter van 65° C").

### Europa
De techniek was en is ook in veel Europese bakculturen bekend. Speciaal voor het bakken van brood met roggen- of speltmeel of tarwemeel met een laag glutengehalte is de methode gebruikelijk in Scandinavië, de Baltische staten, Polen en Rusland, maar ook in Groot-Brittannië (scald), de Franse Alpen (pain bouilli) en Duitsland (Brühstück of Kochstück).

## Voedingstechnische achtergrond
Zetmeel in tarwe- en roggebrood heeft in de oorspronkelijke vorm de mogelijkheid water te binden. Als meel in een waterige oplossing verwarmd wordt (tarwe 53 - 65°C, rogge 60 - 65 °C), ontstaan natuurlijke kleefstoffen door verandering van het zetmeel en denaturatie van het graaneiwit (gluten), die de waterbindingscapaciteit sterk verhogen. Het veranderde deeg rijst sterker door de stabilisatie van luchtbelletjes en bij het  latere bakken houdt het meer vochtigheid vast.

## Vervaardiging en toepassing
Voor het maken van tangzhong wordt meel en water vermengd in een verhouding die in veel recepten ca. 1:5 bedraagt. Bij Japanse recepten wordt een veel dikker papje met een verhouding van 1:1 gebruikt. Het papje wordt langzaam roerend, meestal in een pan, verwarmd tot het gelatineren optreedt bij ca. 65°C. 
Omdat het onverdund bakken van tangzhong tot enorme luchtbellen leidt (vergelijkbaar met het bakken van soezen of éclairs), wordt voor het bakken een deel tangzhong met ong. 6 delen onverwarmd deeg vermengd.